# Équipe cycliste AG Insurance-Soudal U23
L’équipe cycliste AG Insurance-Soudal U23 est une équipe cycliste féminine belgo-néerlandaise avec le statut d’équipe continentale. Fondée en 2023, elle sert d’équipe de développement à la formation AG Insurance-Soudal.

## Histoire
En 2023, l’équipe AG Insurance-Soudal est promu dans la catégorie élite tandis qu’auparavant, l’équipe était réservée aux cyclistes espoirs. Ainsi, une nouvelle équipe U23 est fondée cette année-là pour « continuer également à investir dans le développement des jeunes ».
Lors des deux premières saison, le directeur sportif est Christian Kos. Depuis 2025, c’est l’ancienne cycliste Jolien D'Hoore.

## Principales victoires

### Courses d’un jour
- Grand Prix féminin de Chambéry : 2024 (Lore De Schepper)

### Courses par étapes
- Tour de Feminin : 2024 (Julia Kopecký)

### Championnats nationaux

#### Sur route
Championnats de Belgique sur route : 2
- Contre-la-montre espoirs : 2024 (Febe Jooris) et 2025 (Luca Vierstraete)

 Championnats de Tchéquie sur route : 1
- Contre-la-montre : 2024 (Julia Kopecký)

 Championnats d'Estonie sur route : 3
- Contre-la-montre : 2024 (Laura Lizette Sander)
- Course en ligne : 2024 (Laura Lizette Sander)
- Course en ligne espoirs : 2024 (Laura Lizette Sander)

## Classements UCI
| Classement UCI | Classement UCI         | Classement UCI                              | Classement UCI |
| Année          | Classement par équipes | Meilleure coureuse au classement individuel |                |
| -------------- | ---------------------- | ------------------------------------------- | -------------- |
| 2024           | -                      | Laura Lizette Sander (169e)                 |                |
|                |                        |                                             |                |
| Source : UCI   |                        |                                             |                |

## AG Insurance-Soudal U23 en 2025

### Effectif
| Effectif 2025            | Effectif 2025     | Effectif 2025 | Effectif 2025                           |
| Cycliste                 | Date de naissance | Pays          | Équipe précédente                       |
| ------------------------ | ----------------- | ------------- | --------------------------------------- |
| Leonie Bentveld          | 17 avril 2004     | Pays-Bas      | AG Insurance-Soudal Team (2024)         |
| Messane Bräutigam        | 11 avril 2006     | Allemagne     |                                         |
| Nina Lavenu              | 16 mai 2006       | France        |                                         |
| Jade Linthoudt           | 6 janvier 2004    | Belgique      |                                         |
| Margot Marasco           | 22 janvier 2005   | France        |                                         |
| Fien Masure              | 3 juillet 2003    | Belgique      | AG Insurance NXTG (2022)                |
| Tess Moerman             | 15 décembre 2005  | Belgique      | Wielerclub Onder Ons Parike (2023)      |
| Amandine Muller          | 16 octobre 2006   | France        |                                         |
| Marith Vanhove           | 7 mars 2003       | Belgique      | VolkerWessels (2024)                    |
| Luca Vierstraete         | 22 mai 2006       | Belgique      |                                         |
| Anna Bruneel             | 13 septembre 2005 | Belgique      | Carbonbike Giordana by Gen Z (2024)     |
| Billy Goossens           | 26 avril 2006     | Belgique      |                                         |
| Helena Jones             | 10 septembre 2006 | États-Unis    |                                         |
| Emma Siegers             | 3 juin 2005       | Belgique      | Wielerclub de sprinters Malderen (2024) |
|                          |                   |               |                                         |
| Source : ProCyclingStats |                   |               |                                         |

### Victoires
| Victoires | Victoires | Victoires | Victoires | Victoires | Victoires |
| Date      | Course    | Pays      | Classe    | Vainqueur |           |
| --------- | --------- | --------- | --------- | --------- | --------- |